# Zakia Khudadadi
Zakia Khudadadi (en persa: ذکیه خدادادی‎, también escrito como Zakia Khodadadi; 29 de septiembre de 1998; Herat, Afganistán) es una practicante afgana de parataekwondo. Es la primera mujer afgana practicante de taekwondo. 

## Biografía
Khudadadi es originaria de la provincia de Herat. Ella tiene un solo brazo funcional. Saltó a la fama después de ganar el Campeonato Internacional Africano de Parataekwondo en el 2016 a la edad de 18 años. Representó a Afganistán en los Juegos Paralímpicos de Verano del 2020. Inicialmente, se le negó la oportunidad de competir en sus Juegos Paralímpicos inaugurales debido a la toma de poder de los talibanes, pero luego el Comité Paralímpico Internacional le permitió competir en el evento después de haber sido evacuada de manera segura de Afganistán. Pudo competir y se convirtió en la primera mujer afgana. Competidora paralímpica que competirá en los Juegos Paralímpicos después de 17 años desde la participación de Mareena Karim en los Juegos Paralímpicos de verano de 2004.